# Georg Ludwig von Urff
Georg Ludwig von Urff (* 13. Juni 1698 in Niederurff; † 2. Mai 1760 in Kassel) war ein landgräflich hessen-kasseler Generalleutnant. Von Urff war während des Siebenjährigen Krieges ein bedeutender Befehlshaber der mit Preußen verbündeten Landgrafschaft Hessen-Kassel.

## Leben

### Familie
Er war ein Spross des niederhessischen Adelsgeschlechts derer von Urff. Sein Vater Wilhelm von Urff (* 17. November 1673; † 21. Februar 1762) war einer der Obervorsteher der Hohen Landeshospitalien in Hessen. Aus dessen Ehe mit Marie Elisabeth Schenck zu Schweinsberg (* 1675; † 1765) gingen sieben Söhne und vier Töchter hervor. Georg Ludwig war das älteste Kind.
Sein jüngerer Bruder Johann Wilhelm Rudolf von Urff (* 17. September 1702 in Niederurff; † 21. Februar 1762 ebenda) wurde ebenfalls hessen-kasseler Generalleutnant. Otto Carl von Urff (* 1674), ein weiterer Bruder, starb im Dezember 1741 als königlich schwedischer und Hessen-Kasseler Major. Von den Schwestern heiratete Elisabeth Helene von Urff (* 1709; † 1796) Georg Walrab von Buttlar zu Elberberg und Marie Wilhelmine von Urff (* 1711; † 1766) den Hessen-Darmstädter Oberforstmeister zu Battenberg, Christoph Wolf von Drechsel.

### Militärischer Werdegang
1753 diente Urff als Oberst im Leib-Dragoner-Regiment, das in Homberg (Efze) in Garnison stand. 1754 wurde er zum Kommandeur des Regiments Gens d’Armes in Kassel ernannt. Mit Ausbruch des Siebenjährigen Krieges war er Generalmajor und kämpfte als solcher am 26. Juli 1757 in der Schlacht bei Hastenbeck gegen Frankreich.
Ab Dezember 1757 stand Urff unter dem Oberbefehl des Herzogs Ferdinand von Braunschweig. Er führte als Kommandeur die aus acht Schwadronen verschiedener Regimenter bestehende hessische Kavallerie, die sich bis Februar 1758 auf sechs Schwadronen verringerte. Er begleitete Herzog Ferdinand auf dessen siegreichem Zuge von der Elbe über den Rhein. Mit Auszeichnung nahm er am 23. Juli 1758 an der Schlacht bei Krefeld teil. Es gelang ihm mit vier Schwadronen Leib-Dragonern und zwei Schwadronen vom Leib-Regiment durch einen rechtzeitigen und energischen Angriff auf die französische Kavallerie, das preußische Dragoner-Regiment unter Georg Ludwig von Schleswig-Holstein-Gottorf aus einer gefährlichen Lage zu befreien und gegnerische Standarten zu erbeuten. Am 19. Dezember erhielt er seine Beförderung zum Generalleutnant.
In der Schlacht bei Bergen am 13. April 1759 kämpfte er mit seiner Kavallerie erfolgreich gegen französische Infanterie und konnte bei der Verfolgung des Gegners 150 Gefangene einbringen. Während der Schlacht bei Minden am 1. August 1759 vereitelte er durch einen Flankenangriff mit einigen Schwadronen auf eine französische Kavalleriebrigade deren Versuch, den rechten Flügel der Schlachtlinie zu durchbrechen. Eine Generalorder vom 2. August 1759 des Herzogs Ferdinand von Braunschweig nannte die hessische Kavallerie mit vier Generälen, darunter Georg Ludwig von Urff, ausdrücklich. Am 3. August erhielt er den Befehl, den Erbprinzen von Braunschweig bei der Verfolgung des geschlagenen Feindes zu unterstützen. Zwischen Lemgo und Detmold erbeuteten Urffs Truppen 280 Bagagewagen, auf denen sich unter anderem das Gepäck des Prinzen Xaver von Sachsen und die Kriegskasse seines Korps befanden. Als Anerkennung seiner Leistungen erhielt er von Herzog Ferdinand von Braunschweig eine Dotation von 4000 Talern.
Am Ende des Jahres 1759 beendete er seine militärische Laufbahn. Georg Ludwig von Urff starb am 2. Mai 1760, im Alter von 61 Jahren, in Kassel. Er wurde feierlich in der Oberneustädter Kirche beigesetzt.

### Ehe und Nachkommen
Georg Ludwig von Urff heiratete Luise Auguste von Einsiedel (* Januar 1718 in Badegast; † 7. Mai 1773 in Niederurff), eine Tochter des hessen-kasseler Hofgerichtspräsidenten Gustav Wilhelm von Einsiedel. Das Paar hatte vier Söhne und eine Tochter. Der Zweitgeborene Friedrich Wilhelm von Urff (* 26. November 1738 in Marburg) wurde hessischer Oberst. Er starb am 20. Januar 1791 nach einem Reitunfall. Aus seiner Ehe mit Luise von Hatzfeldt gingen sieben Kinder hervor. Sein jüngerer Bruder Christian Friedrich von Urff (* 28. September 1744 in Homberg) wurde hessischer Hauptmann, zunächst im Leibregiment. Im Amerikanischen Unabhängigkeitskrieg erfolgte eine Neuzuweisung in ein anderes Füsilier-Regiment. Christian Friedrich fiel am 8. September 1793 in der Schlacht bei Hondschoote.